# Bernhard av Italien
Bernhard av Italien, död 818, var en italiensk kung.
Bernhard var illegitim son till Pippin av Italien och sonson till Karl den store. Han utnämndes av farfadern 813 till kung av Italien. Sedan hans farbror Ludvig den fromme 814 blivit kejsare och vid riksdagen i Aachen 817 uteslutit Bernhard från tronföljden, rustade denne till uppror. Inför Ludvigs energiska uppträdande föll han till föga, begav sig till kejsaren, men infångades och bländades 818 och dog kort därefter. Hans medhjälpare erhöll 821 nåd hos kejsaren, som 822 gjorde offentlig kyrkobot för sitt handlingssätt mot brorsonen.